# Vanerão
Vanerão é um estilo de dança típica do Rio Grande do Sul, também muito presente e mantido como tradição em especial no Paraná, além de Santa Catarina e Mato Grosso do Sul. Assim como a vanera e a vanerinha, nasceu de origem alemã e se desenvolveu no Sul do Brasil. Seu ritmo foi influenciado pela habanera, originada em Havana, Cuba, da mesma forma que vários outros encontrados nos países hispano-americanos, como o tango, o samba canção e o maxixe.
De acordo com o andamento da música, têm-se as variantes vanerinha, para ritmo lento, vanera, para ritmo moderado, e vanerão, para ritmo mais rápido.
Ao lado do xote, do bugio e do fandango, tornou-se uma das danças mais populares do Paraná, Santa Catarina e Rio Grande do Sul. Foi levada também a Mato Grosso do Sul e Mato Grosso pelos gaúchos que para lá partiram em busca de novas fronteiras agrícolas no século XX. Hoje pode-se encontrar grupos famosos responsáveis pelo ritmo na região centro-oeste.
Se popularizou também na região Nordeste do Brasil, no final dos Anos 90, até a metade dos Anos 2000, quando Gaúcho da Fronteira e Brasas do Forró fundiram o vanerão com o forró, criando o forronerão. Tal parceria resultou na gravação do álbum "Forronerão Ao Vivo".
Dentre os artistas que se destaca no estilo estão Porca Véia, Gaúcho da Fronteira Tchê Garotos, Tchê Barbaridade, Garotos de Ouro, Baitaca, Sandro Coelho, Chiquito e Bordoneio
O vanerão também conhecido como limpa-banco, tendo o andamento mais rápido do que a vanera, prestando-se ao virtuosismo do gaiteiro de gaita piano ou botonera (voz trocada), sendo assim muitas vezes um tema instrumental. Quanto à forma musical, o vanerão pode ser construído em três partes (rondó), utilizado em ritmos tradicionais brasileiros como o choro e a valsa. Quando cantado, dependendo do andamento e da divisão rítmica da melodia, exige boa e rápida dicção por parte dos intérpretes.
O vanerão com sua vivacidade exige bastante energia, tanto dos músicos, como dos bailadores. Os passos do vanerão devem ser executados em quatro movimentos: dois passos para a esquerda e dois para direita. Na dança as pessoas usam roupas originárias da Europa e Oriente Médio.